# Осмосмјерка
Осмосмјерка врста енигматског задатка гдје је у мрежи слова потребно пронаћи одговарајуће ријечи.
Мрежа слова најчешће је правоугаоног или квадратног облика. Понекад, ипак, мрежа може да има и контуре које обликом подсјећају на тему којој тражене ријечи припадају. Циљ задатка је да се пронађу и означе све задате ријечи. Ријечи су најчешће пописане и дате у списку који се прилаже уз осмосмјерку, али понекад ријечи треба одгонетнути према пратећим илустрацијама, или према описима који подсјећају на загонетке. Ријечи су углавном тематски повезане.
Ријечи се у осмосмјерки налазе исписане у правој линији, усправно, водоравно или косо (на лијево или надесно). Сваки од та четири правца може да користи оба смјера за исписивање ријечи, што укупно чини осам смјерова. Одатле је настао и назив осмосмјерка.
Осмосмјерке намијењене за млађе узрасте могу садржавати ријечи исписане у мање смјерова, најчешће само водоравно надесно и усправно одозго надоле, али се и даље називају истим именом.

## Стратегије рјешавања
Најчешћа стратегија јесте потрага за почетним словом задате ријечи. Када се пронађе то слово, провјеравају се слова која га окружују (највише осам), ако се једно од њих подудара са другим словом задате ријечи, тражи се ријеч у том смјеру.
Друга најчешћа стратегија је потрага за изражајним словом у задатој ријечи. У ћириличном писму то су слова која су лакше уочљива, као Ж (због ширине), Ј или Ђ (због висине), или друга слова у зависности шта је уочљиво у писму које је употријебљено или шта је самом рјешавачу уочљиво. У латиничном писму то су најчешће двојна слова (LJ, NJ, DŽ) или слова са квачицама (Č, Š, Ć, Ž).
Следећа честа стратегија јесте просто претраживање редослиједом. Прво се претражују сви водоравни редови, затим усправни, па коси надесно и коси на лијево. Код осмосмјерки које се праве употребом рачунара постоји тенденција да ријечи буду поређане тик једна до друге у истом смјеру. 
У другим језицима могу постојати и друге стратегије, зависно од писма и правописа тих језика.

## Скривено рјешење
Осмосмјерке најчешће садрже и скривено рјешење. У српском језику, то је ријеч која се добија од преосталих слова која нису употребљена ни у једној задатој ријечи. У другим језицима постоје и други начини скривања рјешења.